# نيكولاس كوهن
نيكولاس كوهن (بالألمانية: Nicolas Kühn)‏ (مواليد 1 يناير 2000) هو لاعب كرة قدم ألماني يلعب كمهاجم في نادي بايرن ميونخ ب.

## روابط خارجية
- نيكولاس كوهن على موقع الاتحاد الأوربي (الإنجليزية)
- نيكولاس كوهن على موقع قاعدة بيانات كرة القدم.إي يو (الإنجليزية)
- نيكولاس كوهن على موقع Soccerway.com (الإنجليزية)
- نيكولاس كوهن على موقع عالم كرة القدم.نت (الإنجليزية)